# Nathaniel Rochester
Nathaniel Rochester (Buffalo, Nova Iorque, 14 de janeiro de 1919 – 8 de junho de 2001) foi um pioneiro da computação estadunidense.
Foi com Jerrier Haddad o desenvolvedor principal do IBM 701.
Recebeu em 1984 com Haddad o Prêmio Pioneiro da Computação. É um IBM Fellow.